# Rellotge solar de Baelo Claudia

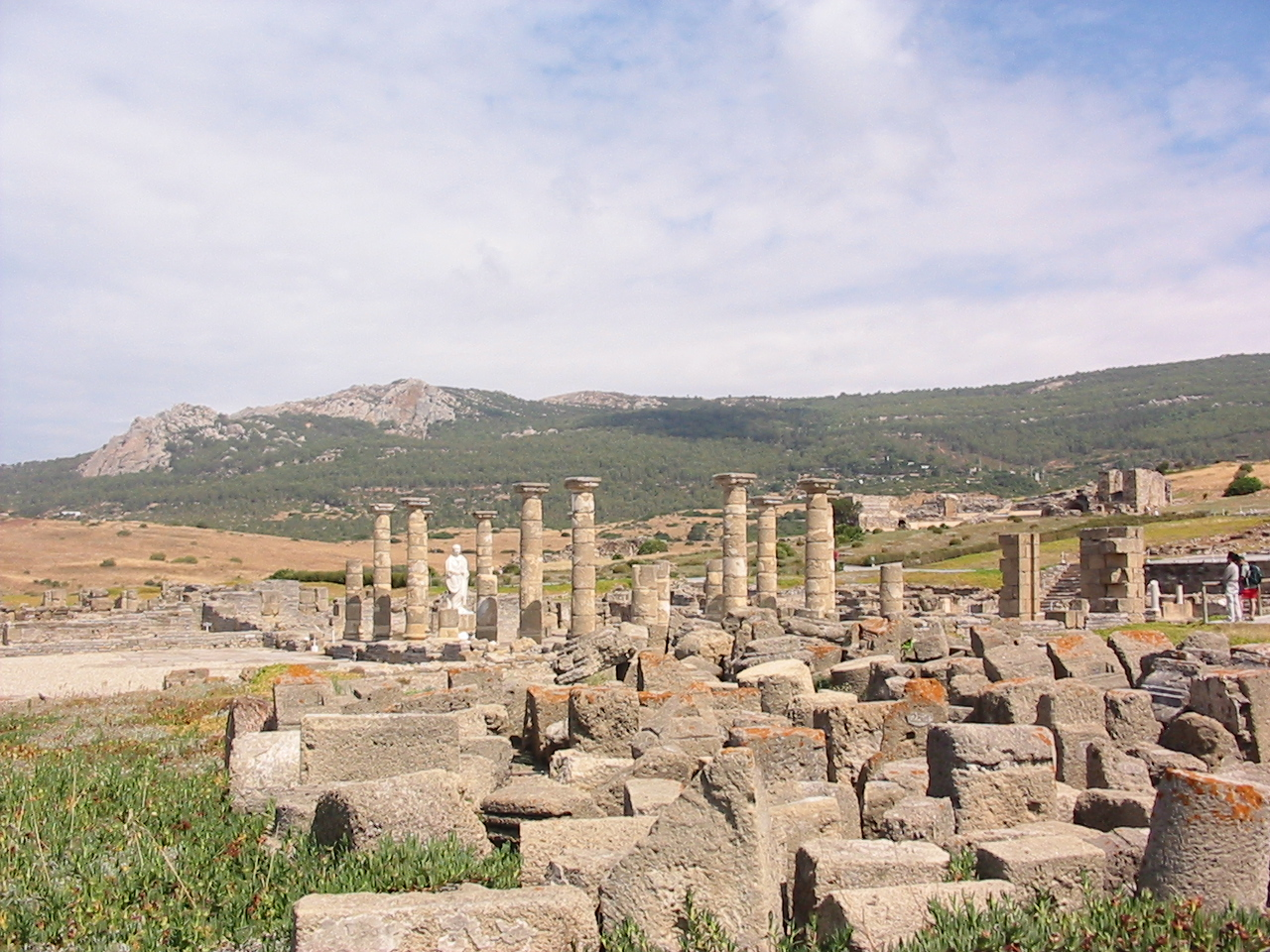
Ruïnes de l'antiga ciutat romana de Baelo Claudia.

El rellotge solar de Baelo Claudia és un rellotge de sol que data del segle I que va ser utilitzat pels habitants de la Hispània Baetica, una de les províncies sota l'administració de l'Imperi Romà a la península Ibèrica. La peça s'exposa al Museu Arqueològic Nacional d'Espanya, a Madrid des de 1926 amb el nombre d'inventari 33185. El rellotge per les seves dimensions i el seu disseny es creu que va haver utilitzar en algun edifici públic de Baelo Claudia, i és considerat un dels més ben conservats de l'època alt imperial romana.

## Història i troballa
El rellotge solar es va trobar al jaciment arqueològic de l'antiga ciutat romana de Baelo Claudia, situat a l'Ensenada de Bolonia, pertanyent a la pedania de Bolonia (Tarifa), a uns 22 km al nord-oest del cap del municipi, a la província de Cadis, dins de l'actual Parc Natural de l'Estret, encara que va arribar a Hispània procedent de Roma.

## Característiques
L'esfera del rellotge és una representació de la volta celeste i té gravades una sèrie de línies circulars. Els tres cercles que corren d'un costat a un altre de l'esfera representen el superior el solstici d'hivern, el central els equinoccis de primavera i tardor i l'inferior el solstici d'estiu, respectivament. Aquests cercles són els camins que recorre el sol els primers dies de cada estació, els dos solstici els primers dies d'estiu i hivern i el dels equinoccis, els de primavera i otario. Les altres onze línies, representades de dalt a baix, divideixen l'esfera en dotze parts i representen els cercles horaris.

## Característiques tècniques
- Estil: Antiga Roma
- Tècnica: esculpit
- Material: marbre
- Alçada: 84,5 centímetres
- Amplada: 74 centímetres
- Gruix: 60,2 centímetres